# Owen J. Baggett

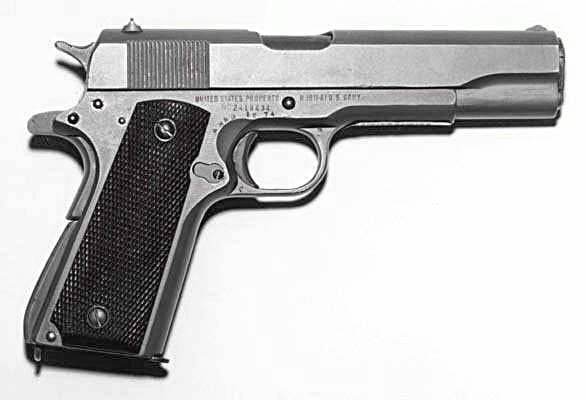
Pistolet M1911, z którego Bagget zestrzelił japońskiego pilota.

Owen John Baggett (ur. 29 sierpnia 1920, zm. 27 lipca 2006) – podporucznik lotnictwa Stanów Zjednoczonych podczas drugiej wojny światowej. Baggett urodził się w Graham w Teksasie w 1920 roku. Ukończył Hardin-Simmons University w 1941 r. Po ukończeniu studiów znalazł pracę na Wall Street.

## Służba wojskowa
Baggett wstąpił do Sił Powietrznych Armii Stanów Zjednoczonych i ukończył szkolenie pilotów 26 lipca 1942.
31 marca 1943 r. podczas pobytu w Indiach eskadra Baggeta otrzymała rozkaz zniszczenia mostu w Pyinmana w Birmie. Przed osiągnięciem celu została zaatakowana przez 13 japońskich myśliwców. Samolot Baggetta został poważnie uszkodzony i został podpalony kilkoma trafieniami w zbiorniki paliwa. Załoga została zmuszona do ucieczki. Japońscy piloci zaczęli następnie atakować lotników, którzy wyskakiwali ze spadochronami. Ranny Baggett postanowił udawać martwego, mając nadzieję, że japońscy piloci zignorują go. Niemniej jednak jeden z myśliwców przelatywał blisko Baggetta. Żołnierz zobaczył, że pilot otwiera daszek i postanowił zaryzykować. Wyciągnął pistolet M1911 kalibru .45 i wystrzelił cztery razy w kierunku pilota. Samolot runął w dół i rozbił się o ziemię.
Później Baggett zyskał sławę jako jedyna osoba, która zestrzeliła samolot za pomocą pistoletu. Zaprzeczają temu japońskie zapisy wojenne, które wskazują, że podczas tej akcji nie zaginął żaden japoński samolot.
Po wylądowaniu Baggett został pojmany przez Japończyków. Pod koniec wojny on i 37 innych jeńców wojennych zostało wyzwolonych przez agentów OSS.